# ルナ20号
ルナ20号とは、1972年にソビエト連邦が打ち上げた無人月探査機である。30gの月の土壌を地球へ持ち帰った。

## 概要
ルナ20号は月サンプルリターンを目的として1974年2月14日にバイコヌール宇宙基地から打ち上げられた。探査機は宇宙待機軌道に投入された後に月へ向かい、2月18日に月周回軌道に入った。同月21日に豊かの海付近にあるアポロニウス高地へ着陸に成功。月面の観測や土壌の採集を行った。22日に月の石を封入したカプセルが月面から打ち上げられ、25日に地球のソビエト領内に帰還した。回収された土壌の質量は30gだった。土壌サンプルからは自然アルミニウム (Aluminium) のような珍しい鉱物も検出された。
ルナ20号と同様のミッションとして、ルナ16号とルナ24号がある。